# Wereldkampioenschappen schietsport
De wereldkampioenschappen schietsport zijn intercontinentale schietsporttoernooien onder auspiciën van de internationale schietsportfederatie (ISSF), waarbij schutters hun land vertegenwoordigen op diverse disciplines. De wereldkampioenschappen vinden sinds 1954 elke vier jaar plaats. De eerste jaargang vond plaats in 1897, een jaar nadat de schietsport haar debuut maakte op de Olympische Zomerspelen 1896. Hoewel de internationale federatie tien jaar later pas werd opgericht, beschouwt deze de aan 1907 voorafgaande toernooien als de eerste officiële wereldkampioenschappen.
Historisch gezien is de Sovjet-Unie het meest succesvolle land in de geschiedenis van de wereldkampioenschappen schietsport. Het land won 257 wereldtitels, en meer dan vijfhonderd medailles in totaal. De top drie wordt gecompleteerd door de Verenigde Staten (202 wereldtitels) en Zwitserland (175 wereldtitels). De Zwitserse sportschutter Konrad Stäheli is de meest succesvolle individuele sportschutter in de geschiedenis van de wereldkampioenschappen. Tussen 1898 en 1914 won hij vierenveertig wereldtitels. Ook schoot hij zeventien wereldrecords.
De wereldkampioenschappen tellen meer disciplines dan de schietsport op de Olympische Zomerspelen. Er is meer variatie in zowel vuurwapens als afstand. Er wordt onder andere geschoten met luchtpistolen, snelvuurpistolen, reguliere pistolen, luchtgeweren en reguliere geweren. Bij het kleiduivenschieten wordt gebruikgemaakt van een hagelgeweer.

## Overzicht recente toernooien (1970–)
| №  | jaartal | locatie                 | onderdelen | winnaar          |
| -- | ------- | ----------------------- | ---------- | ---------------- |
| 40 | 1970    | Phoenix                 | 55         | Sovjet-Unie      |
| 41 | 1974    | Bern–Thun               | 51         | Sovjet-Unie      |
| 42 | 1978    | Seoel                   | 52         | Verenigde Staten |
| 43 | 1982    | Caracas                 | 54         | Sovjet-Unie      |
| 44 | 1986    | Suhl – Skövde           | 56         | Sovjet-Unie      |
| 45 | 1990    | Moskou                  | 58         | Sovjet-Unie      |
| 46 | 1994    | Milaan–Tolmezzo–Fagnano | 91         | Verenigde Staten |
| 47 | 1998    | Barcelona–Zaragoza      | 85         | China            |
| 48 | 2002    | Lahti                   | 108        | Rusland          |
| 49 | 2006    | Zagreb                  | 105        | China            |
| 50 | 2010    | München                 | 107        | China            |
| 51 | 2014    | Granada                 | 102        | China            |
| 52 | 2018    | Changwon                | 102        | China            |